# كارل شينكل
كارل فريدريخ شينكل (بالألمانية: Karl Friedrich Schinkel) هو معماري بروسي، ومخطط مدن، ورسام، ومصمم أثاث وديكور مسرحي. كان أحد أبرز معماريي ألمانيا في زمنه، تميز باستخدام الأسلوب الكلاسيكي الحديث، والقوطية الحديثة. تقع أشهر مبانيه في عاصمة ألمانيا برلين وحولها.

## روابط خارجية
- كارل شينكل على موقع الموسوعة البريطانية (الإنجليزية)
- كارل شينكل على موقع ميوزك برينز (الإنجليزية)
- كارل شينكل على موقع ديسكوغز (الإنجليزية)